# The Denver Post
The Denver Post (рус. Дэнвэр пост) — популярная газета США. Подобно большинству американских газет, была создана как региональное издание. Однако, концепция регионального СМИ не помешала ей стать одной из влиятельнейших газет страны. Тираж: 416 676 экземпляров по будням.

## История
Основана в августе 1892 года с бюджетом в 50 000 долларов.
В 2001 году было запланировано расширение штата, но дефицит рекламных сборов привёл к сокращениям в 2006 и 2007 году.